# باندولفو الأول مالاتيستا
باندولفو الأول مالاتيستا ابن مالاتيستا الأول (... --...)، استولى على مدينة بيزارو و انتخب بودستا. حاكم ريميني بين عامي (1317-1326) .